# Japan Post System
Japan Post System（ジャパン・ポスト・システム）とは、現在、郵便事業会社が採用している生産性向上のための取組みである。JPS、JP方式、トヨタ方式とも呼ばれている。
JPSは、トヨタ自動車が採用しているトヨタ生産方式、ジャストインタイム生産システムを手本として作成されている。2003年（平成15年）1月から、高橋俊裕・日本郵政公社副総裁（元トヨタ常務）が中心となって導入した。

## 概要
郵便事業会社は、JPSを「現場業務について、すべての作業工程を見直し、ムダ、ムラ、ムリを徹底排除して、全体として生産性の向上を図る取組」と示している（平成17年度事業報告書）。トヨタ生産方式を郵便業務に導入しようとしたもの。郵便物や小包の仕分け・発送作業や配達業務をより効率よく行い、人件費などのコストを削減し、生産性の向上を目指すものである。
具体的には、内務作業では、まず郵便物をケースに規定量詰め、それを4～5個重ねた物または1個を1「原単位」と換算する。この1原単位を15分で処理する目安量とし1日の業務量を把握する。その業務量に応じた適正な人員配置を行うのが狙いである。外務作業では「原単位」を設定しにくいため、1人当たりの1日の配達物数の平均を定め、人員配置の基準としている。
ただし生産工場とは異なり、毎日の処理物数が一定でない郵便物処理においては計画どおりの業務量となる日はなく、当然配置人員との乖離が発生する。この点についてトヨタ指導員の主査は黙殺しているため、狙った効果が出ていない。本社は人件費の削減目標として「対前年比5％減」を指示しているが、現場では契約社員切りや勤務日数減などで人件費を削減しており、労働強化となっているのが実情である｡

## 評価

### 不透明な実態
JPSは、2003年（平成15年）、埼玉県の越谷郵便局で最初に試行された。
郵政公社は、導入から約4年が経過した2006年（平成18年）11月29日、その成果を発表した（以下、同11月30日付産経新聞より）。発表によれば、「全国すべての普通郵便局1000局で導入前に比べて18%ほど生産性が向上し、約2300人の余剰人員を生みだし、最も忙しい年賀状シーズンだけをみると生産性は約20%も向上。平成17年度は約30億円のコスト削減効果があった」という。ただ、余剰人員は生産方式を伝授する専門指導係に配置されたりし、実際の人件費削減はあまり進んでいない。民営化後は郵便物取扱物数にかかわらず、「全国一律」で前年度比5%以上の生産性向上を郵便事業会社の各支店目標に掲げ、人件費の削減の指導に力を入れているのが実情である。
しかし、2006年の4月から6月にかけて、トヨタ自動車から派遣されている指導役社員・林主査がJPS重点局（142局）を視察し、高橋副総裁に提出した報告書によると、発表とはかけ離れた実態が浮かび上がる（以下、同10月29日付朝日新聞朝刊より）。報告書によれば、JPS重点局（142局）のうち、仕事量と人員配置の適正化を「まじめにやっている」と評価されたのは8局（約6%）、「やっていない」が30局（約21%）、「全くやっていない」が56局（約39%）もあり、「（全体の）81%はデタラメ局」としている。また「実効果に繋がる動き何ひとつやっていない」「上辺だけの改善ごっこが氾濫」などの指摘や、社員が視察した際、局長らをその場で「辞めろ!首だ!」などと非難したことや、「怒り、憤りを通り越してかわいそうな連中だと思った」などの感想も記載されている。このほか、「各局・各支社がやっていないのにやっているという、うその報告、ごまかしを本社に上げている」とも書かれ、本社の発表した数字が実態を反映していないとある。
現在、トヨタ自動車とのコンサルティング契約は終了しているが、指導者不在であっても組織の一部として郵便事業会社においてJPS部門は存続しており、効果が出せないまま閑職化されている。またフォークリフトなどの機器がトヨタ製品に切り替えられるなど、不透明な事象が発生している｡

### 年賀状遅配
この不透明な実態を反映するように、2007年（平成19年）1月には、年賀状の遅配が日本各地で見られた。郵政公社は、同1月17日の総裁記者会見にて「25日までに引き受けたものは全て元日にお届けして、さらに26日に引き受けたものの一部も、何とか元日に配達した」とし、「元旦配達物数が減少した理由は、早期引受物数（12月15日～25日の投函）の減少と遅出し傾向（12月26日～28日の投函）により処理が押された」ためとしている（総裁定例会見、年賀葉書の引受・配達状況等について）。
しかし、年賀状の取り扱い総数は昨年よりもかなり減少していることから、「JPS年賀」と称した年賀状の処理体制の変更によるものではないかと考えられ、JPSへの不信を増大させる一因となりつつある。